# Rika Ponnet
Rika Ponnet (1968) is een seksuologe, schrijfster en is in de media veel gevraagd als relatie-expert.

## Biografie
Ponnet studeerde Germaanse filologie aan de universiteit van Gent om vervolgens seksuologische wetenschappen te studeren aan de KU Leuven.
Ze runt het relatiebemiddelingsbureau Duet sinds 1993 en begeleidt zo singles op weg naar een nieuwe liefde. Daarnaast werkt ze als relatietherapeut. Ze begeleidt koppels en individuen bij vragen rond hun relatie, partnerkeuze, hechtingsstrategie...Ponnet is vaste columnist voor Billie, het weekendtijdschrift van Het Nieuwsblad, Libelle en Psychologies. Ze heeft wekelijks een rubriek in Nieuwe Feiten op Radio 1. Op donderdag beantwoordt ze in Vraag het aan Rika een vraag van een luisteraar. Samen met Johan Terryn maakte ze drie seizoenen van Seks verandert alles, waarin ze door de lens van de seksualiteit een case uit haar praktijk toelicht. Ze maakten er eveneens een theatershow van, Seks verandert alles, live. Daarin analyseren ze een aantal romcoms en hun impact op onze kijk op de liefde. 

## Publicaties
Ponnet schreef meerdere boeken waaronder volgende bestsellers:
- Blijf bij mij: hoe we in relaties strijden voor macht en intimiteit (2012)
- Alleen met jou: de terugkeer van de romantische liefde (2018)

## Media-optreden
- Relatie-expert in het radioprogramma Nieuwe Feiten